# 会稽山
会稽山（かいけいざん）は、中華人民共和国浙江省紹興市南部に位置する山。中国の歴代王朝で祭祀の対象となり、五鎮名山の中の南鎮とされる。
山麓には長江流域最古の新石器文化を示す河姆渡遺跡（かぼといせき）が存在し、古くからの人類の活動が確認できる地域である。越王勾践の故事「会稽の恥」でも知られる。

## 名称
旧名を茅山、別名を畝山と称す。夏朝禹の時代には会稽山の名称が使用されていた。禹が死去した地であると記されており、現在も禹を祭った禹王廟が位置する。地名は禹が死去する際、諸侯が一堂に会しその業績を計ったことから「会稽（会計に通じる）」と称されるようになった。しかし近年の言語学者らの研究により、会稽は越語の「矛山」という意味であることが分かった。江南は古代中国では越国の領地であって、言語も当然越語が使われていた。